# Perry (Luisiana)
Perry es un lugar designado por el censo ubicado en el parroquia de Vermilion en el estado estadounidense de Luisiana. En el censo de 2020 tenía una población de 1171 habitantes y una densidad poblacional de 248,09 habitantes por km². Fue incluido como CDP en el censo de 2020. 

## Geografía
Perry se encuentra ubicado en las coordenadas 29°56′55″N 92°09′25″O / 29.94861, -92.15694. Según la Oficina del Censo de los Estados Unidos,  tiene una superficie total de 4,72 km², de la cual 4,52 km² corresponden a tierra firme y 0,20 km² a agua.